# Готенберг, Маня
Ма́ня (Ма́рьем) Го́тенберг (идиш מאַניע גאָטענבערג‎, рум. Manea Gottenberg; 19 октября 1919, Новоселица, Бессарабия, Королевство Румыния — после 1986 года, Израиль) — еврейский педагог и литератор в Румынии и Израиле.

## Биография
В период румынской оккупации во время Великой Отечественной войны была с семьёй депортирована в гетто Транснистрии (Могилёвский жудец). После освобождения жила в Черновцах, где в 1948 году окончила среднюю школу. После репатриации в Румынию окончила отделение естественных наук Бухарестского университета (1955). Работала учителем в Бухарестской еврейской школе с преподаванием на идише. С 1969 года жила в Израиле, где также работала школьным учителем.
Сотрудничала в бухарестском журнале «Икуф-блетер» (листки ИКУФ — еврейского культурного объединения) с момента переезда в Румынию в 1948 году и до закрытия журнала в 1953 году. С 1982 года публиковалась в ежедневной «Идише цайтунг» (еврейская газета, Тель-Авив, позже «Ди найе цайтунг» — новая газета). Составила и издала ряд учебников по еврейскому языку, грамматике и литературе, а также методических материалов для государственных еврейских школ Румынии.

## Публикации
- ייִדישע שפּראַך, פֿאַרן צװײטן עלעמענטאַר-קלאַס (идише шпрах, фарн цвейтн элементар-клас — еврейский язык, для второго класса начальной школы). Бухарест: Государственное издательство, 1949. — 288 с.
- ייִדישע שפּראַך, פֿאַרן פֿערטן עלעמענטאַר-קלאַס (идише шпрах, фарн фертн элементар-клас — еврейский язык, для четвёртного класса начальной школы). Бухарест: Госиздат, 1949. — 401 с.
- ייִדישע שפּראַך, פֿאַרן פֿיפֿטן עלעמענטאַר-קלאַס (идише шпрах, фарн фифтн элементар-клас — еврейский язык, для пятого класса начальной школы). Бухарест: Госиздат, 1950. — 289 с.
- ייִדישע שפּראַך, פֿאַרן זעקסטן עלעמענטאַר-קלאַס (идише шпрах, фарн зекстн элементар-клас — еврейский язык, для шестого класса начальной школы). Бухарест: Госиздат, 1950. — 585 с.
- ייִדישע שפּראַך, פֿאַרן זיבעטן עלעמענטאַר-קלאַס (идише шпрах, фарн зибетн элементар-клас — еврейский язык, для седьмого класса начальной школы). Бухарест: Госиздат, 1952. — 342 с.
- ייִדישע שפּראַך, פֿאַרן דריטן עלעמענטאַר-קלאַס (идише шпрах, фарн дритн элементар-клас — еврейский язык, для третьего класса начальной школы). Бухарест: Госиздат, 1955. — 231 с.
- גראַמאַטיק פֿון ייִדישער שפּראַך פֿאַרן פֿיפֿטן קלאַס (граматик фун идишер шпрах фарн фифтн клас — грамматика еврейского языка для пятого класса). Бухарест: Госиздат, 1958. — 239 с.